# Hugh Clapperton

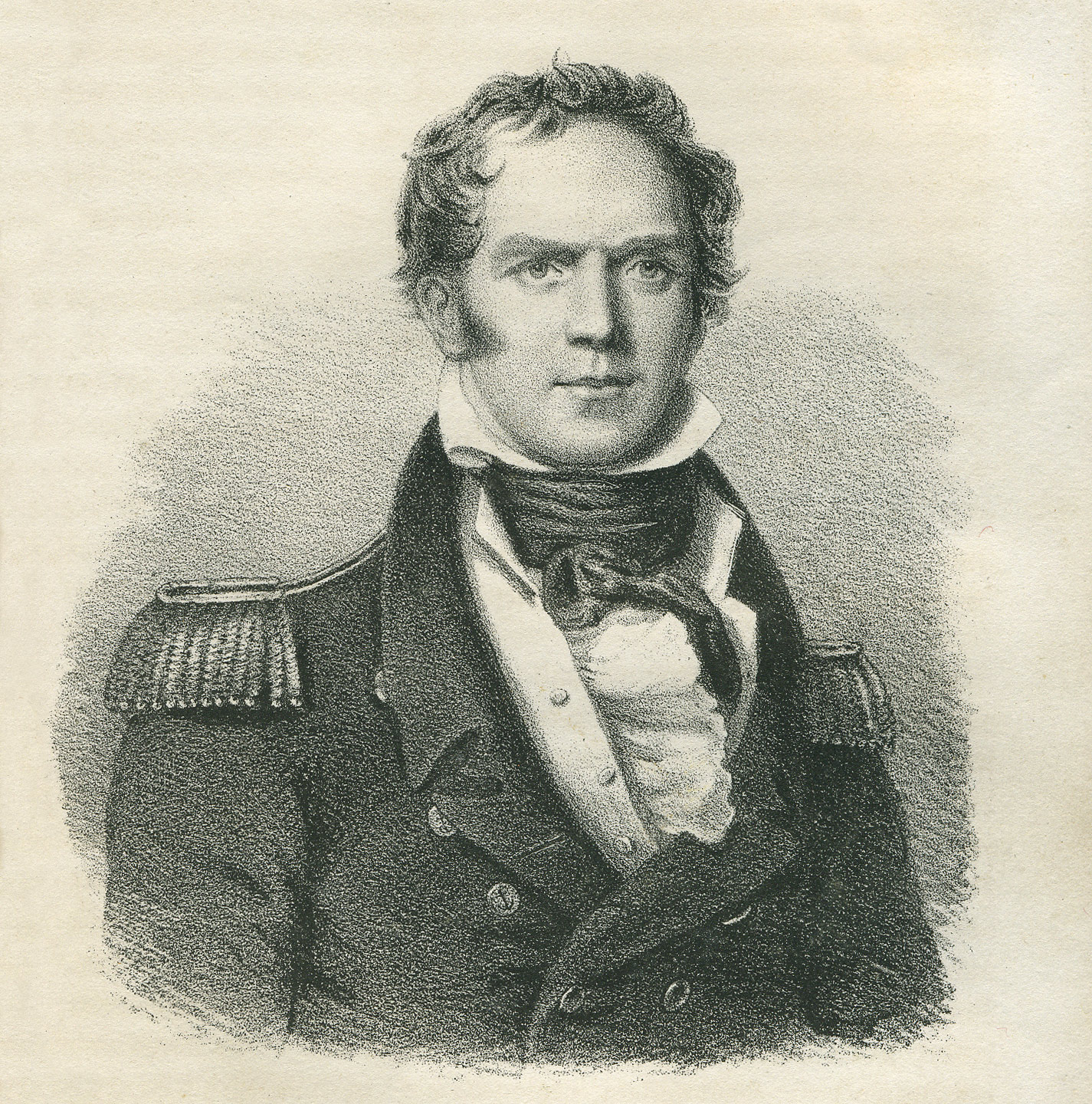
Hugh Clapperton

Hugh Clapperton (* 1788 bei Annan in der Grafschaft Dumfries/Schottland; † 13. April 1827 bei Sokoto (Nigeria)) war ein schottischer Afrikaforscher.
Clapperton begab sich in jungen Jahren in die Dienste der britischen Marine und begleitete 1821 den von John Barrow entsandten Walter Oudney gemeinsam mit Leutnant Dixon Denham nach Afrika. Sie gelangten auf ihrem beschwerlichen Weg bis nach Bornu, dann ging Denham allein nach Baguirmi und Mandara. Clapperton suchte mit Oudney den Tschadsee und drang nach dem Tod seines Begleiters westlich bis nach Sokoto vor. Mit Denham kehrte er 1825 nach England zurück.
Clapperton wurde zum Kapitän ernannt und wenig später von Lord Bathurst beauftragt, von der Bucht von Benin nach Sokoto und Bornu vorzudringen und den Lauf des Niger zu erforschen. Auf dieser Reise gelangte Clapperton wieder bis nach Sokoto, wo ihm der Sultan Bello allerdings die Weiterreise nach Bornu verbot.
Clapperton war der erste Europäer, der bis in das Kalifat Sokoto gelangte.

## Werke
- Difficult & dangerous roads: Hugh Clapperton’s travels in Sahara and Fezzan 1822–25. Sickle Moon Books, London 2000, ISBN 1-900209-06-3
- Journal of a second expedition into the interior of Africa, from the bight of Benin to Soccatoo. Cass, London 1966 (Nachdruck der Ausgabe London 1829)
- mit Dixon Denham und Walter Oudney: Narrative of travels and discoveries in Northern and Central Africa. Darf, London 1985, ISBN 1-85077-057-3 (Nachdruck der Ausgabe London 1826)